# SG Automotive
SG Automotive Group Co., Ltd. (официально Liaoning Shuguang Automotive Group, Ltd) — китайский производитель автомобилей и комплектующих со штаб-квартирой в Даньдуне, провинция Ляонин. Компания выпускает автобусы, грузовые автомобили, полуприцепы, внедорожники и легковые автомобили. Автозапчасти SG используются другими китайскими автопроизводителями, включая Brilliance Auto, Chery и JAC Motors.
Грузовые автомобили и автобусы продаются под брендом Huanghai (黄海), в то время как в начале 2000-х годов внедорожники начали продаваться под брендом Shuguang. С 2011 года некоторые внедорожники оснащаются двигателями Mitsubishi.

## История
Компания SG была основана в 1984 году в Ляонине за 70000 юаней.
В начале 2007 года материнская компания Shuguang Automotive Group приобрела Changzhou Changjiang Bus Manufacturing Co., Ltd., одного из бывших конкурентов Dandong Huanghai и крупнейшего автобусного производителя в Китае до 2003 года. Название было сменено на Changzhou Huanghai.
В августе 2012 года компания SG согласилась приобрести 56,19% акций базирующейся в Даньдуне компании по производству транспортных средств за 80,9 млн юаней.

## Модельный ряд

### Текущий
- 2007 — настоящее время Huanghai Plutus (DD 1022) — копия Chevrolet Colorado[8]
- 2014 — настоящее время Huanghai N1
  - Huanghai N1S
- 2015 — настоящее время Huanghai N2
  - Huanghai N2S
- 2016 — настоящее время Huanghai Raytour (DD 504) — копия Volkswagen Crafter
- 2017 — настоящее время Huanghai N3
- 2019 — настоящее время Huanghai N7 — копия Chevrolet Silverado

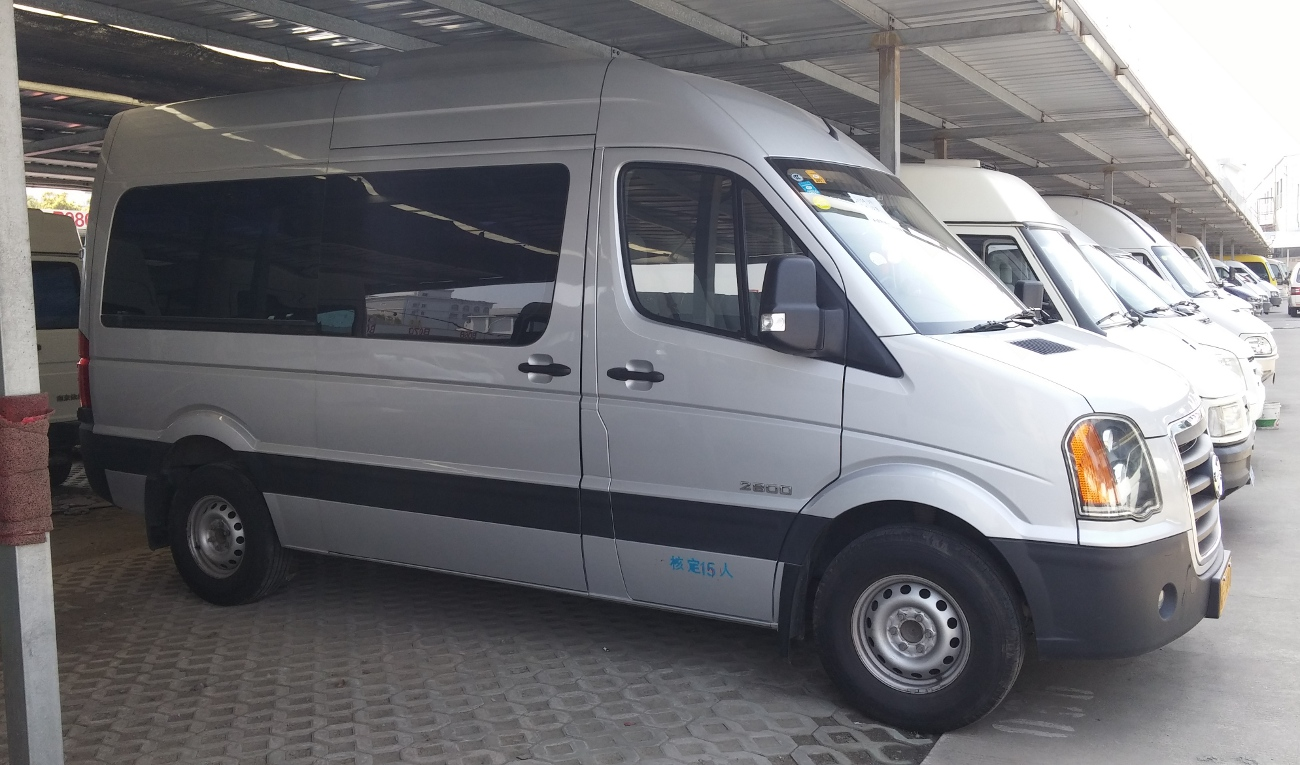
Huanghai Raytour
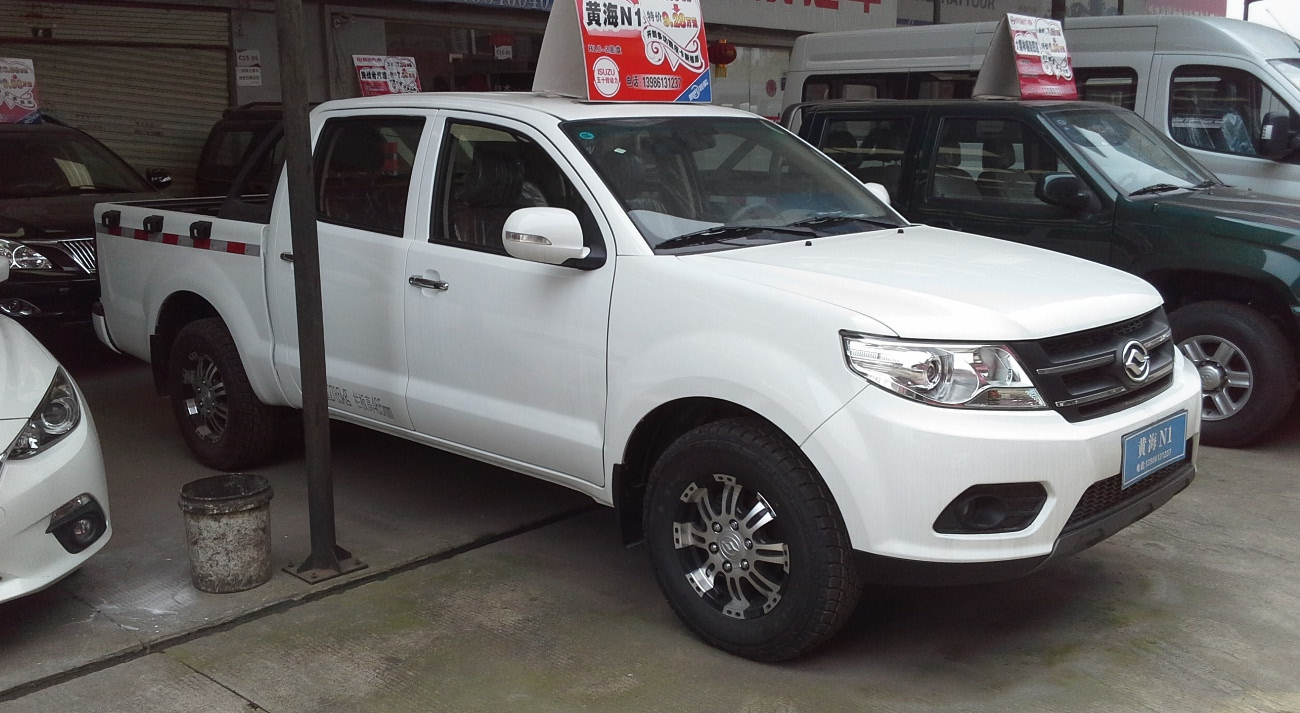
Huanghai N1
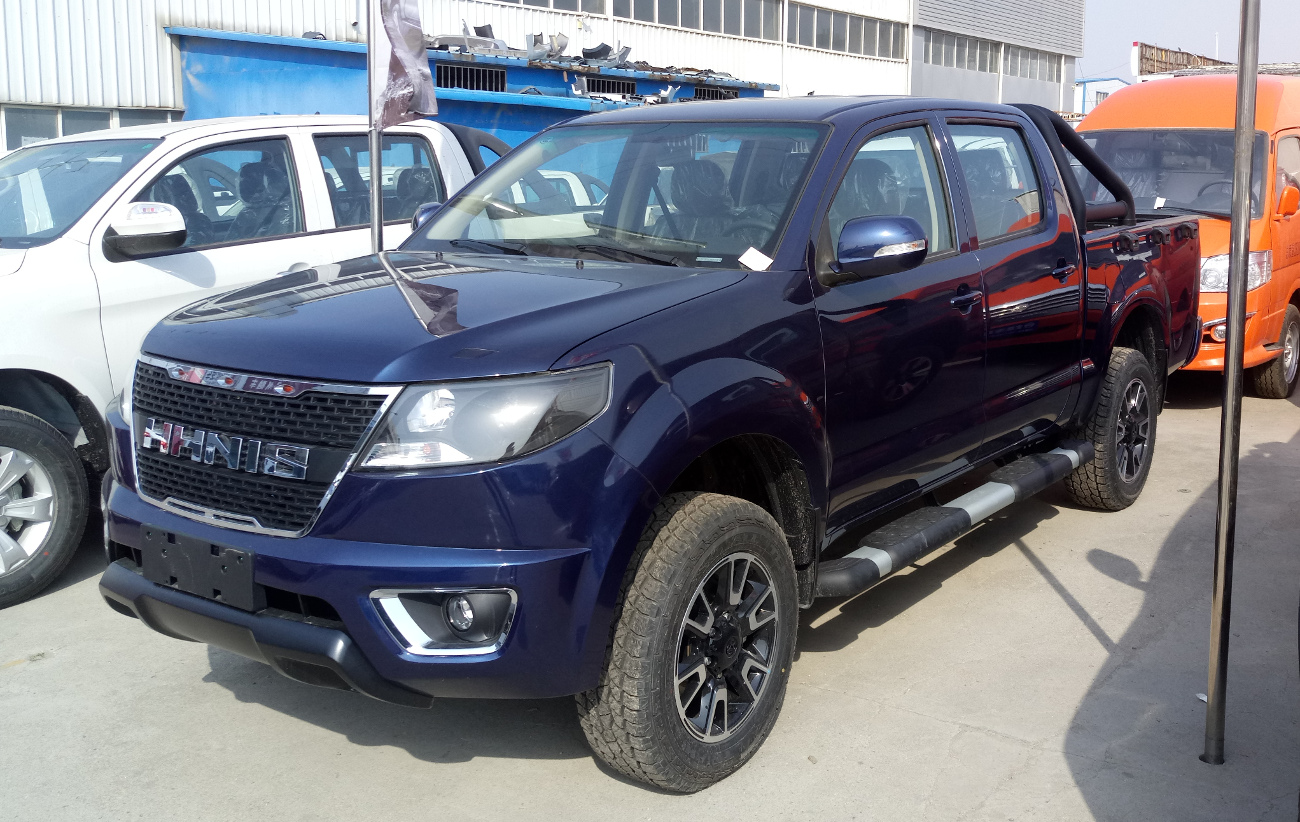
Huanghai N1S
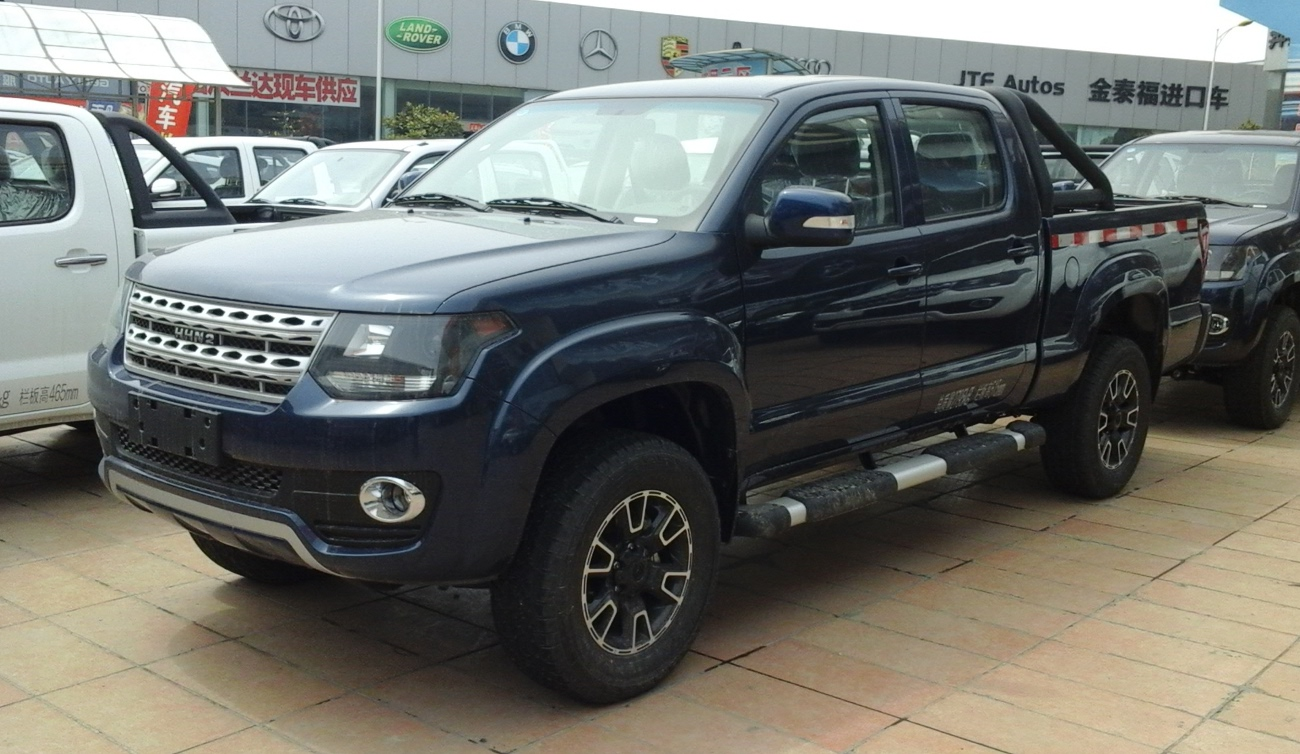
Huanghai N2
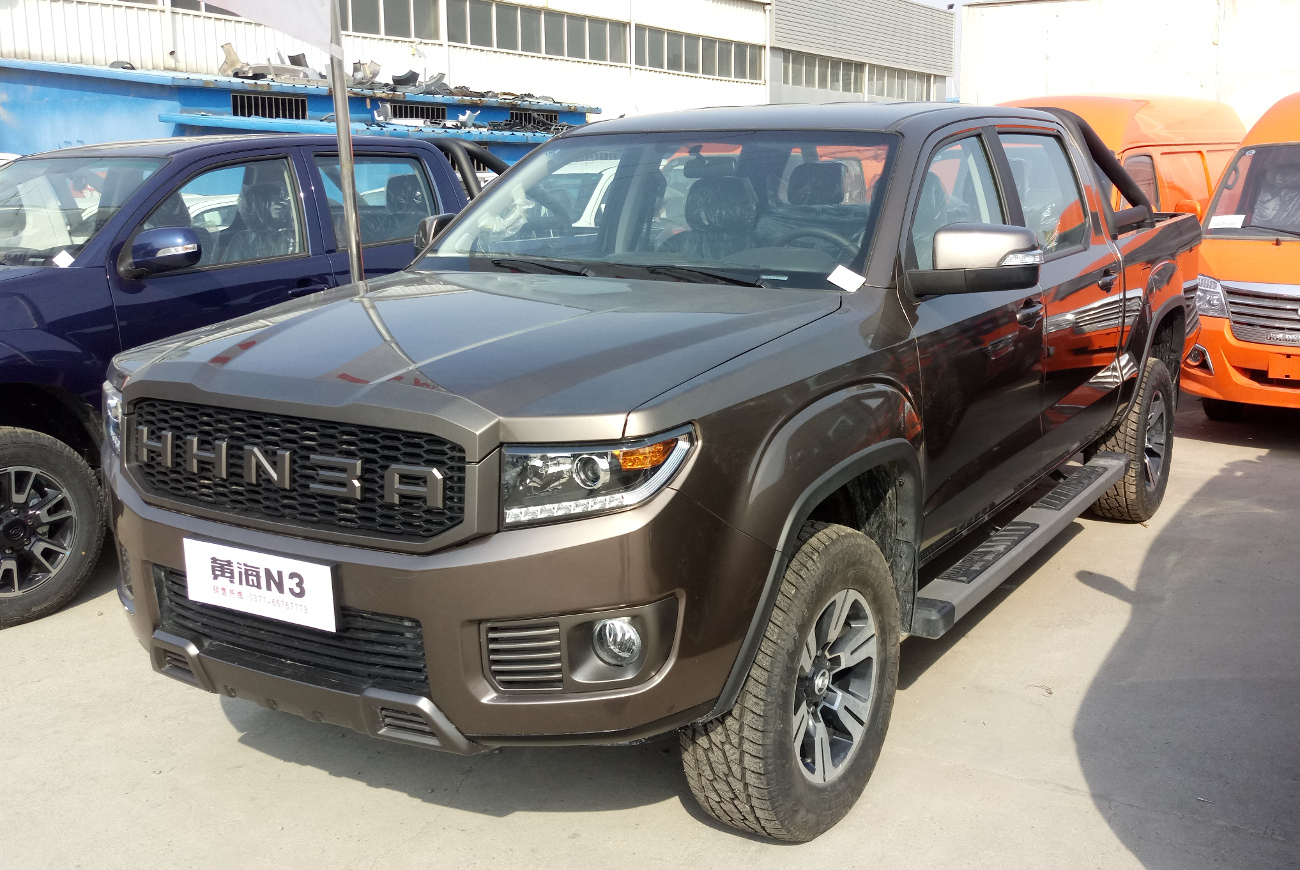
Huanghai N3A

### Модели, снятые с производства
- DG 6471 B
- DG 6400
- 2009—2012 Huanghai Challenger (DD 6490P/DD 6491A/Shuguang Challenger) — ребеджинг Gonow Jetstar/Dadi Shuttle
- Huanghai Faster NCV — концепт-кар на базе Landscape V3 с передней частью, идентичной Pontiac Torrent
- 2008—2012 Huanghai Landscape F1 (DD 6460D/DD 6460K/DD 6461A/DD 6470E) — копия Kia Sorento с передней частью, идентичной Mercedes-Benz M-Class
- Huanghai Landscape V3 (DD 6472A/DD 6472B) — копия Toyota Harrier
- DG 6480 Navigator/Dawn/Falcon
- 2006—2010 Huanghai Aurora (DD 6470/DD 6470H) — копия SsangYong Rexton
- DG 1020 «Antilope» или «Aolin»
- Huanghai Steed (DD 1020) — вариант Plutus
- Shuguang Conqueror (DG6472) — обновлённая версия Huanghai Challenger
- Shuguang Runway — трёхдверный Shuguang Conqueror
- Huanghai Major (DD 1023) — копия Toyota Tacoma

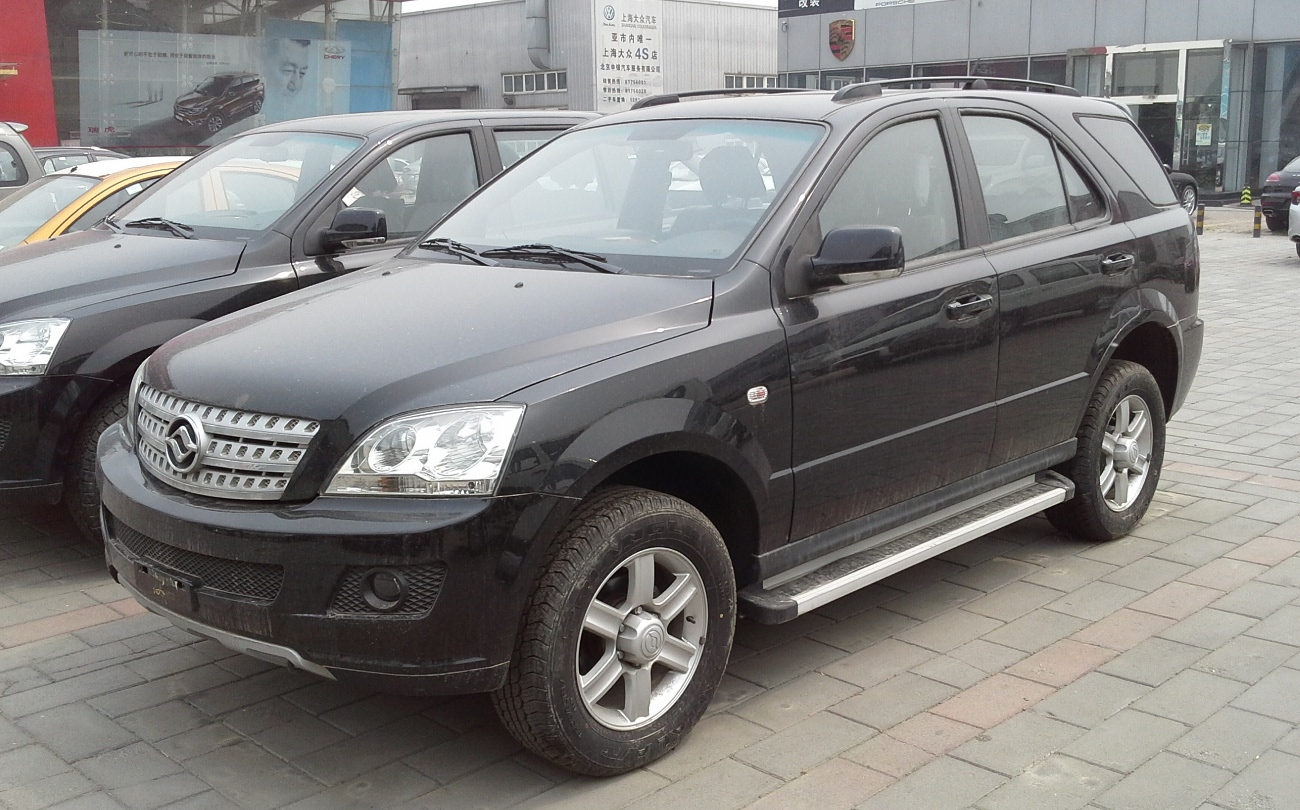
Huanghai Landscape F1
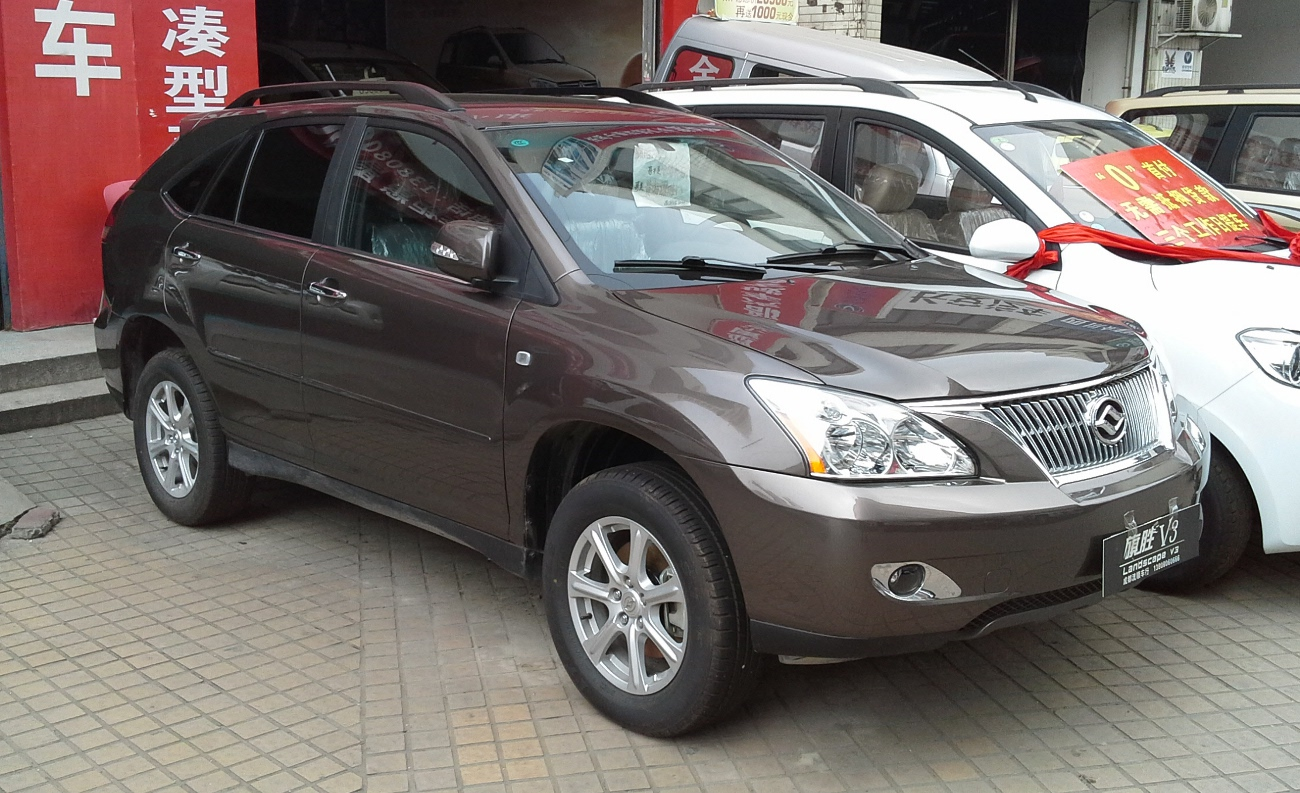
Huanghai Landscape V3
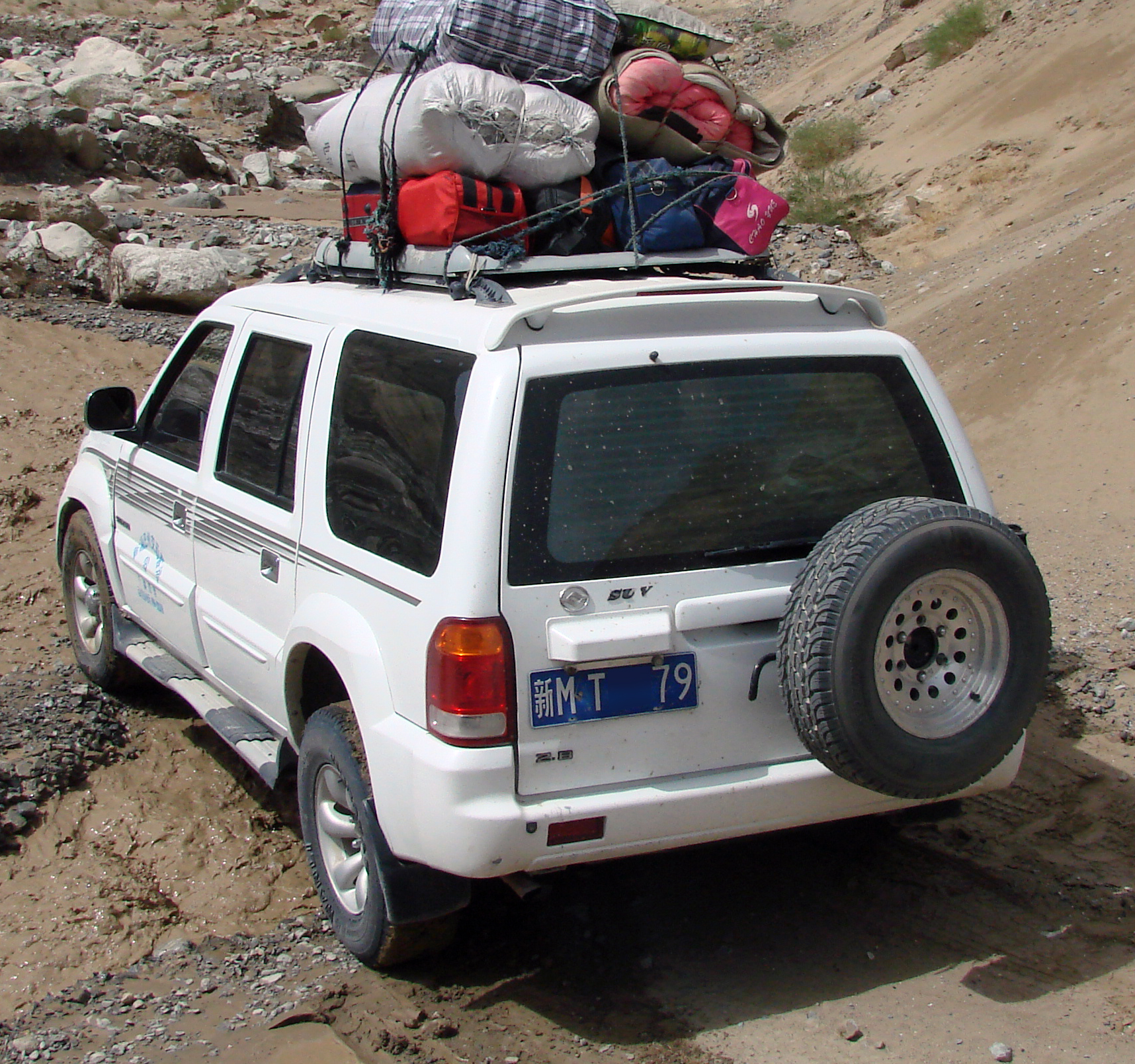
SG 6480 «Dawn» в Такла-Макане
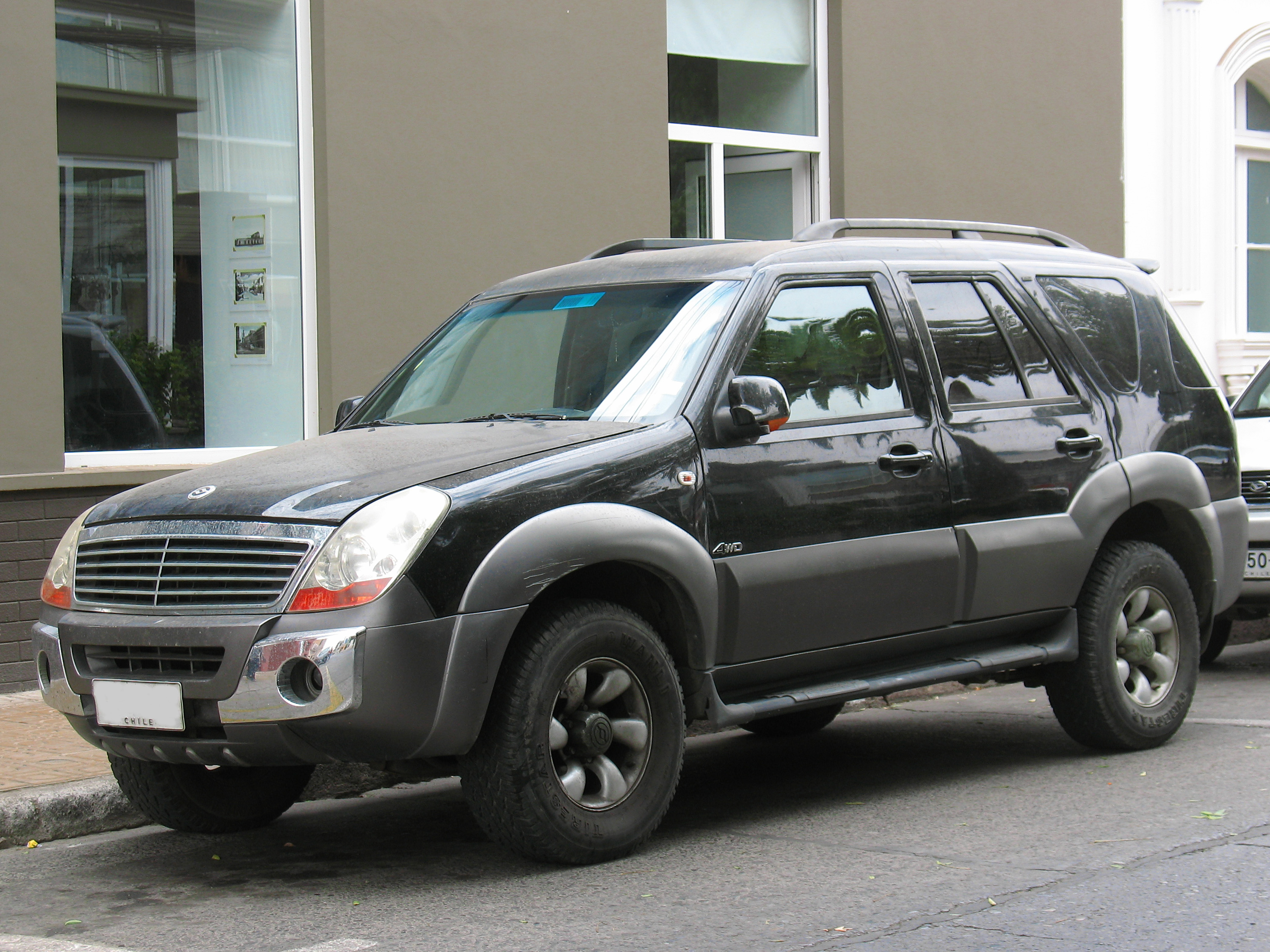
Huanghai Aurora
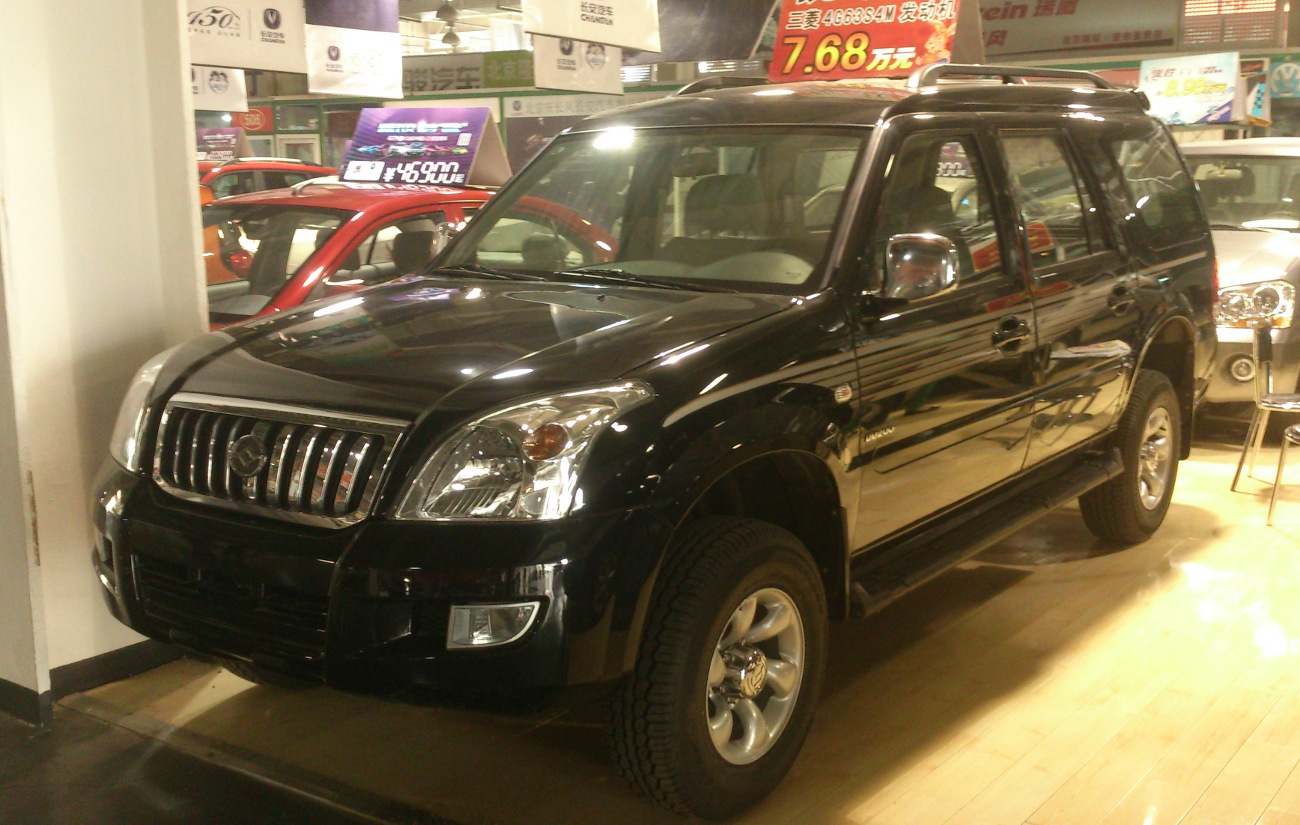
Huanghai Challenger
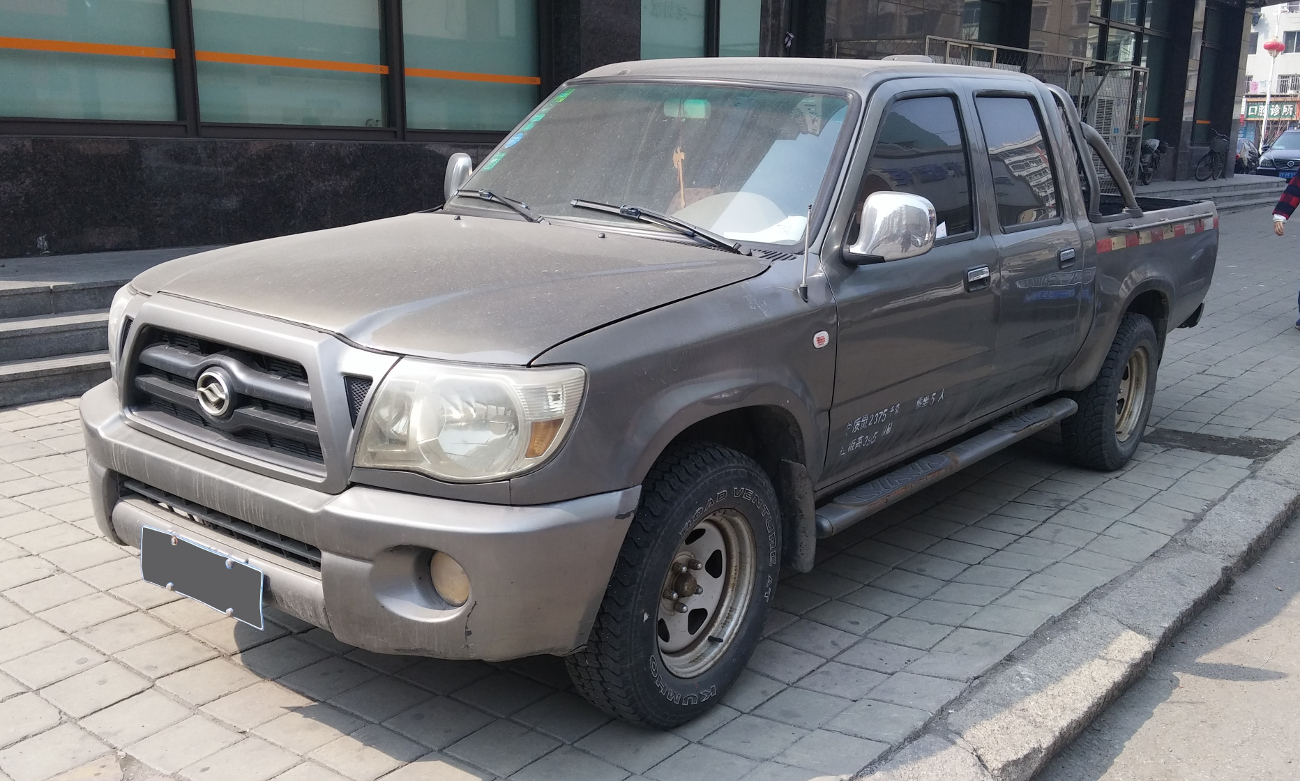
Huanghai DD1023

## Экспортные продажи
Автомобили и автобусы SG экспортируются в разные страны, включая Саудовскую Аравию, Южную Африку и Бразилию. Некоторые модели, включая Plutus и Steed, собираются в Уругвае.
Часть модельного ряда продаётся в Малайзии, где пикап Plutus поступал в продажу с конца 2012 года.